# Єгер (мисливець)

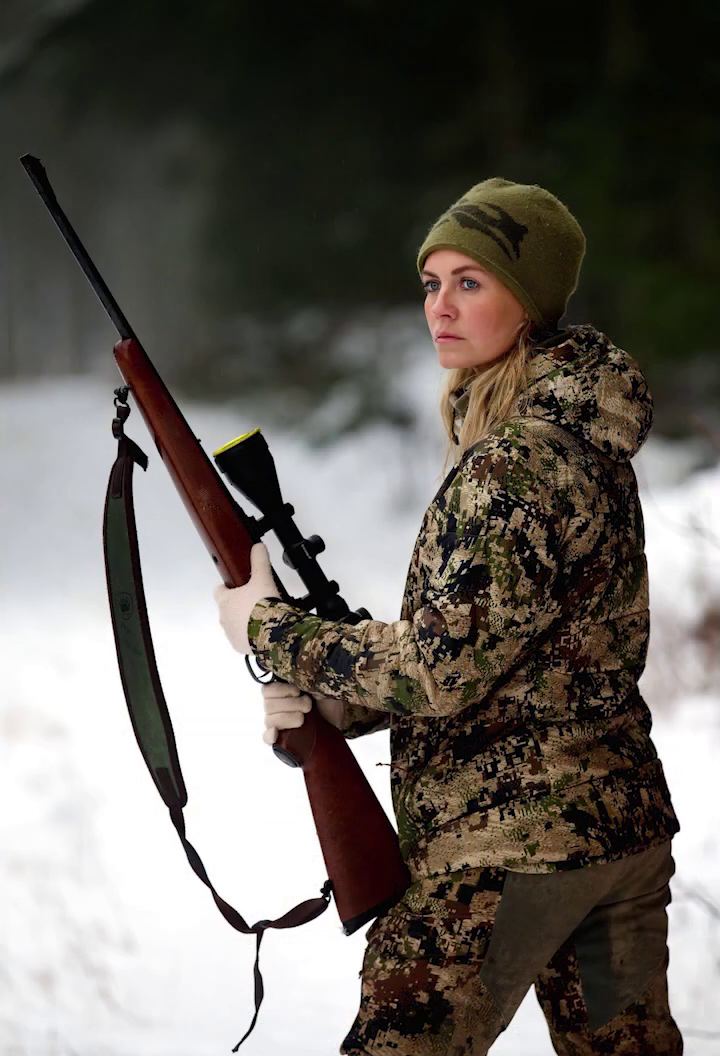
Данська мисливиця з рушницею

Є́гер (від нім. Jäger — «мисливець») — спеціаліст-мисливець, що керує полюванням, мисливець-професіонал. Також єгерями називають працівників мисливського лісового господарства (лісництва), заповіднику, заказнику, що здійснюють охорону мисливських угідь і доглядають тварин. На відміну від лісника до його відання належить фауна своєї дільниці.
Історично єгерями називалася мисливська прислуга на рушничному полюванні. До їхніх обов'язків входило:
1) нагляд над мисливським господарством (охорона територій від несанкціонованого полювання, підгодовування тварин, винищування хижаків) на призначених для полювання угіддях;
2) підготовка і влаштування ловів (винаймання загінників, натаскування мисливських собак, пошук місць перебування дичини);
3) надання мисливцям відповідних послуг під час полювань.